# East Peoria
East Peoria és una ciutat dels Estats Units a l'estat d'Illinois. Segons el cens del 2000 tenia 22.638 habitants.

## Demografia
Segons el cens del 2000, East Peoria tenia 22.638 habitants, 9.478 habitatges, i 6.397 famílies. La densitat de població era de 464,7 habitants/km².
Dels 9.478 habitatges en un 28,1% hi vivien nens de menys de 18 anys, en un 54,7% hi vivien parelles casades, en un 9,2% dones solteres, i en un 32,5% no eren unitats familiars. En el 28,2% dels habitatges hi vivien persones soles el 12,9% de les quals corresponia a persones de 65 anys o més que vivien soles. El nombre mitjà de persones vivint en cada habitatge era de 2,35 i el nombre mitjà de persones que vivien en cada família era de 2,87.
Per edats la població es repartia de la següent manera: un 22,4% tenia menys de 18 anys, un 7,8% entre 18 i 24, un 28% entre 25 i 44, un 24,6% de 45 a 60 i un 17,3% 65 anys o més.
L'edat mediana era de 40 anys. Per cada 100 dones de 18 o més anys hi havia 90,3 homes.
La renda mediana per habitatge era de 41.538 $ i la renda mediana per família de 51.836 $. Els homes tenien una renda mediana de 39.549 $ mentre que les dones 24.570 $. La renda per capita de la població era de 20.147 $. Aproximadament el 4,9% de les famílies i el 7,2% de la població estaven per davall del llindar de pobresa.

## Poblacions properes
El següent diagrama mostra les poblacions més properes.